# NGC 5500
NGC 5500 је елиптична галаксија у сазвежђу Волар која се налази на NGC листи објеката дубоког неба.
Деклинација објекта је + 48° 32' 48" а ректасцензија 14h 10m 15,2s. Привидна величина (магнитуда) објекта NGC 5500 износи 13,3 а фотографска магнитуда 14,3. NGC 5500 је још познат и под ознакама UGC 9070, MCG 8-26-8, MK 806, CGCG 247-7, NPM1G +48.0261, PGC 50588.